# 八戸宗暘
八戸 宗暘（やえ むねてる）は、戦国時代の武将。龍造寺氏、神代氏の家臣。肥前国八戸城主。

## 生涯
於保宗益の次男として誕生。於保氏は少弐氏の被官であったが没落し、縁戚関係にあった龍造寺氏を頼ってその被官となった。八戸村の八戸城に入ったことから八戸姓を称したものと思われる。
天文20年（1551年）、土橋栄益が龍造寺鑑兼を龍造寺当主に擁立せんとして龍造寺隆信に反旗を翻した際、宗暘は神代勝利・江上武種・小田政光・筑紫惟門らと共に栄益に与して、隆信を筑後国へと追い遣った。しかし、天文22年（1553年）に隆信が肥前へ復帰するべく進軍してくると、宗暘は打って出るも敗れ八戸城へ退散した。その後、神代勝利と共に隆信に和睦を請うと、自らの室が隆信の姉（妹とも）であることから許され、隆信より奪った領地を返還の上で八戸城へと戻された。但し、宗暘は嫡子の飛車松を人質に出すよう隆信より命じられても履行しなかった。
弘治4年（1558年）、前年に龍造寺氏に討ち負け高祖城へと逃散していた神代勝利が1月1日に自領へ復帰すると、宗暘が神代氏に与し大友氏を八戸城へ容れて、龍造寺氏に背くのではないかとの疑念が生じた。すると隆信はその日の内に八戸城へと進軍、宗暘側は元旦という事もあり何ら準備しておらず、また鍋島信昌（後の鍋島直茂）が八戸城内の森に火を放ったため、宗暘は自らの妻子を残し、神代氏を頼って山内へ逃散した。隆信は宗暘の妻子を捕えると、女子は許すが男子の飛車松のみは殺すよう命じた。しかし、隆信の母・慶誾尼が飛車松の助命を請うたため許されている。また、八戸城は隆信の命により破却された。
その後、宗暘は神代氏に属し、永禄4年（1561年）の神代氏と龍造寺氏との戦い（川上峡合戦）では、神代勝利の三男・周利に付けられているが、周利の死によって軍が崩れ、命からがら敗走した。元亀元年（1570年）に大友氏が龍造寺氏を攻めるべく進軍してきた際も神代勢として龍造寺氏と戦った。しかし同年8月20日、今山の戦いに勝利した龍造寺勢がその勢いのまま他の大友方の将兵を攻撃すると、宗暘は討ち負けて主従4-5人と共に退却、そこを龍造寺方の川原忠右衛門に追い付かれて深手を負った。宗暘は山内の杠山にまで逃れたものの、この戦傷が元で4日後に死去した。
なお、『葉隠』の口述者である山本常朝は宗暘の子孫である。

## 人物
強弓の手練れ、かつ馬術の達人。